# Chayenne Ewijk
| Posities op de WTA-ranglijst Positie per einde seizoen: \| jaar \| rang enkelspel \| rang dubbelspel \| \| ---- \| -------------- \| --------------- \| \| 2005 \| 726 \| 877 \| \| 2006 \| 530 \| 552 \| \| 2007 \| 667 \| 826 \| \| 2008 \| 241 \| 218 \| \| 2009 \| 461 \| 428 \| \| 2010 \| 767 \| 924 \| \| \| \| \| \| 2012 \| 807 \| – \| \| \| \| \| \| 2015 \| 619 \| 663 \| \| 2016 \| 502 \| 333 \| \| 2017 \| 691 \| 514 \| |                |                 |
| jaar | rang enkelspel | rang dubbelspel |
| 2005 | 726            | 877             |
| 2006 | 530            | 552             |
| 2007 | 667            | 826             |
| 2008 | 241            | 218             |
| 2009 | 461            | 428             |
| 2010 | 767            | 924             |
| |                |                 |
| 2012 | 807            | –               |
| |                |                 |
| 2015 | 619            | 663             |
| 2016 | 502            | 333             |
| 2017 | 691            | 514             |

Chayenne Ewijk (Barendrecht, 17 augustus 1988) is een tennisspeelster uit Nederland. Ewijk begon met tennis toen zij negen jaar oud was. Haar favoriete ondergrond is hardcourt. Zij speelt rechtshandig en heeft een tweehandige backhand. In december 2017, op 29-jarige leeftijd, werd zij nationaal kampioen van Nederland in het enkelspel – in de finale versloeg zij de zeventienjarige Dainah Cameron.

## Loopbaan

### Enkelspel
Ewijk debuteerde in 2003 op het ITF-toernooi van Gran Canaria (Spanje). Zij stond in 2005 voor het eerst in een finale, op het ITF-toernooi van Porto Santo (Portugal) – zij verloor van de Portugese Magali de Lattre. In 2008 veroverde Ewijk haar eerste titel, op het ITF-toernooi van Las Palmas (Spanje), door de Belgische Kirsten Flipkens te verslaan. Tot op heden(december 2017) won zij zeven ITF-titels, de meest recente in 2017 in Las Palmas (Spanje).
Haar hoogste notering op de WTA-ranglijst is de 229e plaats, die zij bereikte in februari 2009.

### Dubbelspel
Ewijk behaalde in het dubbelspel betere resultaten dan in het enkelspel. Zij debuteerde in 2003 op het ITF-toernooi van Gran Canaria (Spanje), samen met de Spaanse Carla Suárez Navarro. Zij stond in 2006 voor het eerst in een finale, op het ITF-toernooi van Vale do Lobo (Portugal), samen met Française Émilie Bacquet – hier veroverde zij haar eerste titel, door het duo Liana Ungur en İpek Şenoğlu te verslaan. Sinds 2015 speelt Ewijk voornamelijk samen met landgenote Rosalie van der Hoek, met wie zij veertien maal een ITF-finale bereikte (waarvan zij er negen wonnen). Tot op heden(december 2017) won zij 19 ITF-titels, de meest recente in 2017 in Pétange (Luxemburg).
In 2017 speelde Ewijk voor het eerst op een WTA-hoofdtoernooi, op het toernooi van Washington, samen met landgenote Rosalie van der Hoek.
Haar hoogste notering op de WTA-ranglijst is de 216e plaats, die zij bereikte in oktober 2008.

### Tennis in teamverband
In 2010 maakte Ewijk deel uit van het Nederlandse Fed Cup-team – zij behaalde daar een winst/verlies-balans van 2–2.

## Palmares

### Gewonnen ITF-toernooien enkelspel
| nr. | finale     | toernooi            | dotatie | ondergrond | tegenstandster in finale   | score         |
| --- | ---------- | ------------------- | ------- | ---------- | -------------------------- | ------------- |
| 1.  | 2008-03-16 | Las Palmas          | $25.000 | hardcourt  | Kirsten Flipkens           | 4-6, 7-6, 7-6 |
| 2.  | 2008-04-12 | Telde               | $10.000 | gravel     | Dominice Ripoll            | 6-2, 7-5      |
|     |            |                     |         |            |                            |               |
| 3.  | 2015-08-30 | Rotterdam           | $10.000 | gravel     | Valentini Grammatikopoulou | 7-6, 6-3      |
| 4.  | 2015-09-26 | Solo                | $10.000 | hardcourt  | Lee Pei-chi                | 6-4, 5-7, 6-2 |
| 5.  | 2016-06-12 | Réunion             | $10.000 | hardcourt  | Estelle Cascino            | 1-6, 6-4, 6-2 |
| 6.  | 2016-09-10 | Alphen aan den Rijn | $10.000 | gravel     | Suzan Lamens               | 7-5, 7-5      |
| 7.  | 2017-08-20 | Las Palmas          | $15.000 | gravel     | Fanny Östlund              | 4-6, 6-4, 6-2 |